# كأس هونغ كونغ 2004–05
كأس هونغ كونغ 2004–05 هو موسم من كأس هونغ كونغ. فاز فيه نادي سون هي.